# 白羊寺
白羊寺， 是大韓民國全羅南道長城郡的佛寺，也是韓國影響力最大的宗派曹溪宗的五大叢林之一，供奉的本尊是阿彌陀如來。

## 歴史
白羊寺是在632年由百濟僧人如幻建立，原先稱白岩寺，在高麗德宗3年即1034年改名白羊寺，高麗時代的一個傳說，一頭白羊從山上下來聽聞佛法，並且充分啟迪，使牠能夠生天。
在1407年（朝鮮太宗7年）朝鲜王朝排佛政策下白羊寺是88所批准留下的寺院之一，在1424年（朝鮮世宗6年）彈壓佛教政策下，它是36座批准保留的寺院之一，它保存了下來,但成了一座廢寺。之後寺院復興，在朝鮮肅宗時改名淨土寺。
後受火災焚燬，在朝鮮高宗元年（1864年）由桃岩禅師重建。在朝鮮日據時期，根據寺刹令施行規則，白羊寺是指定的朝鮮三十本山之一。
1917年由宋曼岩禪師和裴鶴山禪師再次重修成現在樣子，現在是曹溪宗第十八教區本寺。